# Романовский, Георгий Владимирович
Георгий Владимирович Романовский (18.05.1904-29.03.1982) – советский учёный в области фотополигонометрии, доктор технических наук, профессор, лауреат Сталинской премии 1952 года.
Родился 18.05.1904 в Орле.
С 1928 г. работал в ЦНИИ геодезии, аэросъёмки и картографии (ЦНИИГАиК), затем также в Главном управлении геодезии и картографии при СНК СССР. 
В 1935 году предложил метод «прямой линии» для фотограмметрического сгущения высот для аэрофототопографической съемки.
С 1941 года в НИИ военно-топографической службы ВТУ Генерального Штаба.
В 1942 г. предложил способ пространственной фототриангуляции с использованием радиал-триангулятора Цейсса. 
В 1943 г. присвоена ученая степень кандидата технических наук (без защиты диссертации).
В 1944 г. разработал коррекционный механизм к стереокомпаратору, позволяющий исправлять продольные параллаксы при устранении поперечных параллаксов.
В 1944-1948 гг. вместе с  М.Д.Коншиным и  В.Я.Финковским разработал способ неискаженной модели, позволяющий по аэроснимкам сгущать высотную опорную сеть, используя в качестве измерительного прибора стереокомпаратор.
В послевоенные годы изобрёл стереопроектор, позволяющий обрабатывать снимки с преобразованными связками проектирующих лучей.
Доктор технических наук. Диссертация:
- Аналитические способы фотограмметрического определения точек : диссертация ... доктора технических наук : 05.00.00. - Москва, 1948. - 371 с. : ил.

Уволен с военной службы 29.06.1970 в звании инженер-полковника.
Заслуженный деятель науки и техники РСФСР.
Сталинская премия 1952 года — за работу в области техники.
Орден Красной Звезды (23.08.1944), медали «За победу над Германией в Великой Отечественной войне 1941–1945 гг.» (09.05.1945), «За боевые заслуги» (20.04.1953).
Сочинения:
- Аэроснимок как центральная проекция [Текст]. - Москва : Редбюро ГУГК при СНК СССР, 1939. - 52 с. : черт.; 25 см. - (Труды Центрального научно-исследовательского института геодезии, аэросъемки и картографии; вып. 33).
- К вопросу уравнивания фотограмметрических сетей [Текст] / Г. В. Романовский, И. Д. Каргополов. - Москва : Ред.-изд. отд. ВТС, 1958. - 223 с. : ил.; 22 см. - (Бюллетень научно-технической информации/ Науч.-исслед. ин-т воен.-топогр. службы; № 15).
- Сгущение опорной сети при воздушной стереосъемке методом прямой линии [Текст] / Инж. Г. В. Романовский ; Глав. упр. гос. съемки и картографии. - Москва : Школа ФЗУ треста "Полиграфкнига", 1938. - 33 с. : ил.; 22 см.
- Руководство по стереообработке аэроснимков при картографировании в масштабе 1:100000 [Текст] / Г. В. Романовский; Глав. упр. геодезии и картографии при СНК СССР. - Москва : Изд-во геодезич. и картографич. лит., 1941. - 221 с. : ил.; 22 см. - (Труды Центрального научно-исследовательского института геодезии, аэросъемки и картографии; вып. 39).
- Наставление по мелкомасштабной воздушной стереосъемке [Текст] / инж. Г. В. Романовский; НКВД СССР. Глав. упр. гос. съемки и картографии. - Москва : ГУГСК НКВД СССР, 1937 ([Рязань] : тип. "Мособлполиграф"). - Обл., 107, [1] с., 1 с. объявл. : черт.; 21х15 см.
- Способ неискаженной модели [Текст] / Канд. техн. наук инж.-майор Г. В. Романовский ; Воен.-топогр. упр. Ген. штаба Вооруж. Сил СССР. - Москва : Воен. изд-во, 1948. - 128 с. : ил.; 20 см.
- Руководство по работе на фототрансформаторах SEG-I, SEG-II, SEG-IV. (Р-Ф) [Текст] / Инж.-кап. Г. В. Романовский, ст. лейт. В. И. Кораблев ; [Сост. Науч.-иссл. ин-т Воен.-топогр. службы Красной Армии] ; Воен.-топогр. упр. Ген. штаба Красной Армии. - Москва : [НИИ ВТС КА], 1946 (Воен.-картограф. ф-ка им. Дунаева). - 44 с., 22 л. ил.; 17 см.